# خانه امیر
خانه امیر مربوط به دوره قاجار است و در تبریز، چایکنار، پل قاری، داخل پارک قائم مقام واقع شده و این اثر در تاریخ ۱۱ مرداد ۱۳۸۴ با شمارهٔ ثبت ۱۲۴۳۷ به‌عنوان یکی از آثار ملی ایران به ثبت رسیده است.